# Melinda falciloba
Melinda falciloba este o specie de muște din genul Melinda, familia Calliphoridae, descrisă de Hsue în anul 1979. Conform Catalogue of Life specia Melinda falciloba nu are subspecii cunoscute.